# Phyllonorycter myricae
Phyllonorycter myricae là một loài bướm đêm thuộc họ Gracillariidae. Nó là loài bản địa của Madeira và quần đảo Canaria. In 2000, it was studied in Hawaii as a potential biological control agent for Morella faya.
Ấu trùng ăn Myrica faya. Chúng ăn lá nơi chúng làm tổ. The mine consists of a lower-surface tentiform corridor that occupies about half of the leaf; always positioned against the midrib, but usually not reaching the leaf margin. There is one strong fold. The frass is clumped in a corner of the mine.